# Клінчко (Вірджинія)
Клінчко (англ. Clinchco) — місто (англ. town) в США, в окрузі Дікенсон штату Вірджинія. Населення — 244 особи (2020).

## Географія
Клінчко розташоване за координатами 37°9′27″ пн. ш. 82°21′16″ зх. д. / 37.15750° пн. ш. 82.35444° зх. д. (37.157398, -82.354462).  За даними Бюро перепису населення США в 2010 році місто мало площу 7,35 км², з яких 7,26 км² — суходіл та 0,08 км² — водойми.

## Демографія
Згідно з переписом 2010 року, у місті мешкало 337 осіб у 148 домогосподарствах у складі 86 родин. Густота населення становила 46 осіб/км².  Було 197 помешкань (27/км²).
Расовий склад населення:
| - 94,4 % — білих - 4,7 % — чорних або афроамериканців - 0,3 % — корінних американців |

До двох чи більше рас належало 0,6 %. Частка іспаномовних становила 0,6 % від усіх жителів.
За віковим діапазоном населення розподілялося таким чином: 19,3 % — особи молодші 18 років, 60,8 % — особи у віці 18—64 років, 19,9 % — особи у віці 65 років та старші. Медіана віку мешканця становила 44,6 року. На 100 осіб жіночої статі у місті припадало 89,3 чоловіків;  на 100 жінок у віці від 18 років та старших — 91,5 чоловіків також старших 18 років.
Середній дохід на одне домашнє господарство  становив 25 061 долар США (медіана — 17 750), а середній дохід на одну сім'ю — 29 224 долари (медіана — 21 250). Медіана доходів становила 31 667 доларів для чоловіків та 19 375 доларів для жінок. За межею бідності перебувало 43,2 % осіб, у тому числі 48,7 % дітей у віці до 18 років та 11,4 % осіб у віці 65 років та старших.
Цивільне працевлаштоване населення становило 86 осіб. Основні галузі зайнятості: будівництво — 32,6 %, освіта, охорона здоров'я та соціальна допомога — 19,8 %, науковці, спеціалісти, менеджери — 14,0 %.